# Manhuaçu (tiểu vùng)
Manhuaçu là một tiểu vùng thuộc bang Minas Gerais, Brasil. Tiều vùng này có diện tích 4856 km², dân số năm 2007 là 249026 người.